# Julien Rebichon

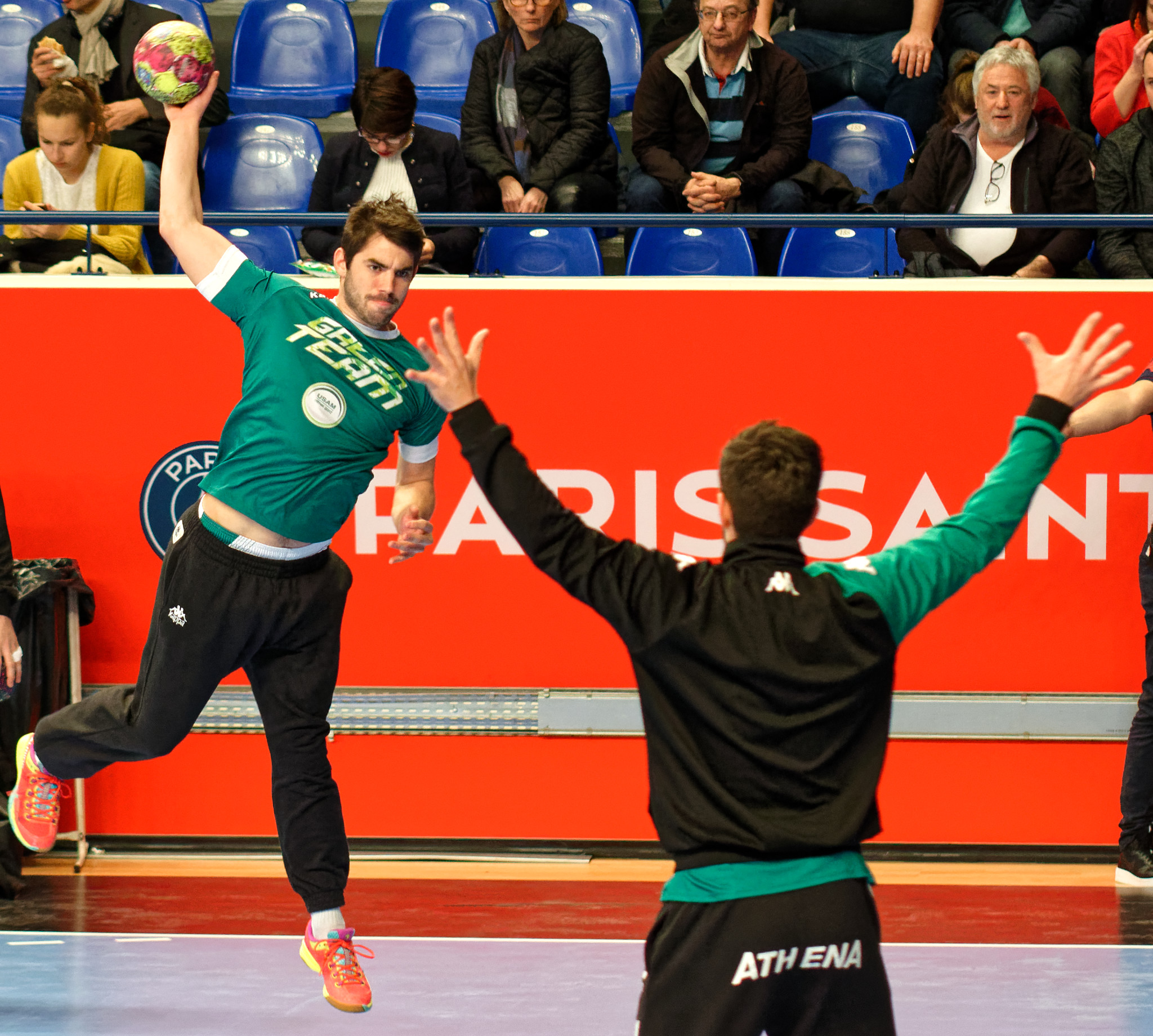
Julien Rebichon à l'échauffement, le 8 février 2017.

Julien Rebichon, né le 18 octobre 1988 à Montpellier, est un handballeur professionnel français.
Il mesure 1,79 m et pèse 84kg.
Il joue au poste d'ailier gauche pour le club de l'USAM Nîmes Gard depuis la saison 2005-2006.
Il a effectué 2 saisons au pôle Espoir de Nîmes et 4 saisons au centre de formation.
En octobre 2017, il est élu meilleur joueur du mois en championnat de France.

## Statistiques
| Saison    | Championnat | Club            | MJ  | Tirs (buts/tirs) | Jets de 7 m (buts/tirs) | Total (buts/tirs) |
| --------- | ----------- | --------------- | --- | ---------------- | ----------------------- | ----------------- |
| 2009-2010 | Div. 1      | USAM Nîmes Gard | 25  | 23/30            | 0/0                     | 23/30             |
| 2010-2011 | Div. 1      | USAM Nîmes Gard | 21  | 29/33            | 15/17                   | 44/50             |
| 2011-2012 | Div. 1      | USAM Nîmes Gard | 25  | 50/79            | 3/6                     | 53/85             |
| 2012-2013 | Div. 2      | USAM Nîmes Gard | ?   | ?                | ?                       | ?                 |
| 2014-2015 | Div. 1      | USAM Nîmes Gard | 25  | 67/99            | 0/2                     | 67/101            |
| 2014-2015 | Div. 1      | USAM Nîmes Gard | 25  | 84/119           | 0/0                     | 84/119            |
| 2015-2016 | Div. 1      | USAM Nîmes Gard | 23  | 46/65            | 0/0                     | 46/65             |
| 2016-2017 | Div. 1      | USAM Nîmes Gard | 26  | 80/114           | 7/10                    | 87/124            |
| 2017-2018 | Div. 1      | USAM Nîmes Gard | ... | ...              | ...                     | ...               |